# دانيال بيريرا
دانيال بيريرا (بالإسبانية: Daniel Pereira)‏ (5 ديسمبر 1976 ببوينس آيرس في الأرجنتين - ) هو لاعب كرة قدم أرجنتيني في مركز الوسط. لعب مع أتلتيكو باتروناتو وبنيارول وتشاكاريتا جيونيورز ونادي أوهيجينس ونادي ليفربول وسان مارتين دي توكومان ‏ وأورينتي بيتروليرو ونادي كونسيبسيون ‏ ونادي أتليتيكو سان تيلمو وVilla Teresa ‏ وأونيفرسيداد دي كونسيبسيون ‏.

## وصلات خارجية
- دانيال بيريرا على موقع إي إس بي إن إف سي (الإنجليزية)
- دانيال بيريرا على موقع قاعدة بيانات كرة القدم.إي يو (الإنجليزية)
- دانيال بيريرا على موقع Soccerway.com (الإنجليزية)